# Harold Balazs
Harold Balazs (* 1928 in Westlake, Ohio; † 30. Dezember 2017) war ein US-amerikanischer Bildhauer und Künstler, dessen Werke in Ausstellungen und öffentlichen Institutionen im Nordwesten der Vereinigten Staaten zu sehen waren. Er ist für seine großen abstrakten Metallskulpturen bekannt, schuf aber auch Wandmalereien, Schmuck, Möbel, Zeichnungen, Glasfenster und Holzboote.

## Leben
Harold Balazs wuchs während der Weltwirtschaftskrise in Westlake, Ohio auf. Seine Mutter förderte sein Interesse an Kunst, während er in der Blechbearbeitungs- und Klimaanlagenfirma seines Vaters handwerkliche Fähigkeiten erlernte. Später zog er mit seinen Eltern nach Spokane, Washington, und studierte Kunst an der Washington State University, wo er seine spätere Frau Rosemary kennenlernte. 
Seine erste Auftragsarbeit war ein Wandgemälde im Ridpath Hotel in Spokane, das er 1951 zusammen mit Patrick Flammia anfertigte. Im Laufe seiner Karriere wurde er zu einem führenden liturgischen Künstler und schuf Skulpturen, Gemälde, Glasfenster und Reliefs für mehr als 200 Kirchen und Synagogen im pazifischen Nordwesten. Dazu gehört auch ein Relief an der Ostfassade der First United Methodist Church in Eugene, Oregon. 
Harold Balazs war drei Amtsperioden lang Mitglied der Kunstkommission des Bundesstaates Washington und wirkte an der Ausarbeitung der Kunstgesetzgebung des Bundesstaates mit. Er verstarb am 30. Dezember 2017 im Alter von 89 Jahren. 

## Werk
Harold Balazs' Werk umfasst eine Vielzahl von Medien, darunter große abstrakte Metallskulpturen, Wandmalereien, Schmuck, Möbel, Zeichnungen, Glasmalereien und Holzboote. Er ist bekannt für seine großformatigen Emailarbeiten auf Stahl und passt seine Atelierpraxis geschickt an industrielle Umgebungen an. Seine Werke sind in vielen öffentlichen Räumen zu finden, insbesondere in Spokane, Washington, wo er das Stadtbild mit Skulpturen wie dem Rotary Riverfront Fountain, der Centennial Sculpture und einer namenlosen Skulptur, die als Lantern bekannt ist, geprägt hat. In Idaho sind mehrere seiner Metallskulpturen auf Universitätsgeländen installiert, darunter I Must Go Down to the Seas Again und Reflections am North Idaho College sowie Skulpturen am Hartung Theater und am Theophilus Tower der University of Idaho. 